# Marco Zambelli
Marco Zambelli (ur. 22 sierpnia 1985 w Gavardo) – włoski piłkarz występujący na pozycji obrońcy. Od początku kariery gra w drużynie Brescii.

## Kariera klubowa
Marco Zambelli jest wychowankiem Brescii. Przed sezonem 2003/2004 został włączony do pierwszej drużyny, natomiast w Serie A zadebiutował 26 września 2004, w wygranym 2:1 meczu z Udinese Calcio. Kolejne sezony spędził ze swoim klubem w Serie B, natomiast od sezonu 2010/2011 Brescia ponownie gra we włoskiej ekstraklasie.

## Kariera reprezentacyjna
Marco Zambelli grał w juniorskich reprezentacjach swojego kraju: do lat 17, 18, 20 i 21.